# Úsměvy českého filmu
Úsměvy českého filmu jsou dokumentární cyklus o lidech okolo filmu. Celkem bylo natočeno 52 dílů vysílaných v roce 1996. Volné pokračování se jmenuje Úsměvy.

## Varianty seriálu
- Úsměvy
- Úsměvy českého filmu
- Úsměvy dětského filmu
- Mistři českého animovaného filmu
- Mistři českého animovaného filmu II
- Mistři českého animovaného filmu III

## Seznam dílů
- 1. díl Smích pod Řípem Vantuch Pavel 1996
- 2. díl František Filipovský Vantuch Pavel 1996
- 3. díl Hugo Haas Vantuch Pavel 1996
- 4. díl Adina Mandlová Vantuch Pavel 1996
- 5. díl Karel Lamač Vantuch Pavel 1996
- 6. díl Jindřich Plachta Vantuch Pavel 1996
- 7. díl Jiří Šlitr Vantuch Pavel 1996
- 8. díl Bohuš Záhorský Vantuch Pavel 1996
- 9. díl Josef Hlinomaz Vantuch Pavel 1996
- 10. díl Václav Trégl Vantuch Pavel 1996
- 11. díl Vladimír Menšík Vantuch Pavel 1996
- 12. díl Zpívejte,lidičky, filmové písničky Vantuch Pavel 1996
- 13. díl Theodor Pištěk Vantuch Pavel 1996
- 14. díl Jan Libíček Vantuch Pavel 1996
- 15. díl Ladislav Pešek Vantuch Pavel 1996
- 16. díl Jan Pivec Vantuch Pavel 1996
- 17. díl Josef Kemr Vantuch Pavel 1996
- 18. díl Nataša Gollová Vantuch Pavel 1996
- 19. díl Rudolf Hrušínský Vantuch Pavel 1996
- 20. díl Zdeněk Podskalský Vantuch Pavel 1996
- 21. díl Věra Ferbasová Vantuch Pavel 1996
- 22. díl Jaroslav Vojta Vantuch Pavel 1996
- 23. díl Jára Kohout Vantuch Pavel 1996
- 24. díl Stanislav Neumann Vantuch Pavel 1996
- 25. díl Josef Bek Vantuch Pavel 1996
- 26. díl František Smolík Vantuch Pavel 1996
- 27. díl Jiřina Šejbalová Vantuch Pavel 1996
- 28. díl František Kovářík Vantuch Pavel 1996
- 29. díl Miloš Nedbal Vantuch Pavel 1996
- 30. díl Saša Rašilov Vantuch Pavel 1996
- 31. díl Martin Frič Vantuch Pavel 1996
- 32. díl Vlasta Burian Vantuch Pavel 1996
- 33. díl Oldřich Lipský Vantuch Pavel 1996
- 34. díl Jiří Brdečka Vantuch Pavel 1996
- 35. díl Fanda Mrázek Vantuch Pavel 1996
- 36. díl Jan Werich Vantuch Pavel 1996
- 37. díl Ferenc Futurista a Eman Fiala Vantuch Pavel 1996
- 38. díl Oldřich Nový Vantuch Pavel 1996
- 39. díl Jiří Voskovec Vantuch Pavel 1996
- 40. díl Josef Gruss Vantuch Pavel 1996
- 41. díl Antonie Nedošínská Vantuch Pavel 1996
- 42. díl Petr Čepek Vantuch Pavel 1996
- 43. díl František Černý Vantuch Pavel 1996
- 44. díl Světlana Svozilová Vantuch Pavel 1996
- 45. díl Josef Beyvl Vantuch Pavel 1996
- 46. díl Zdeňka Baldová Vantuch Pavel 1996
- 47. díl Jaroslav Marvan Vantuch Pavel 1996
- 48. díl Růžena Šlemrová Vantuch Pavel 1996
- 49. díl Jiří Hrzán Vantuch Pavel 1996
- 50. díl Jaroslav Hašek Vantuch Pavel 1996
- 51. díl Jaroslav Žák Vantuch Pavel 1996
- 52. díl Vladimír Pucholt Vantuch Pavel 1996